# Max Klinger
Max Klinger (18. února 1857, Lipsko – 4. července 1920, Großjena, dnes městská část Naumburgu) byl německý sochař, malíř a grafik, představitel symbolismu.

## Biografie

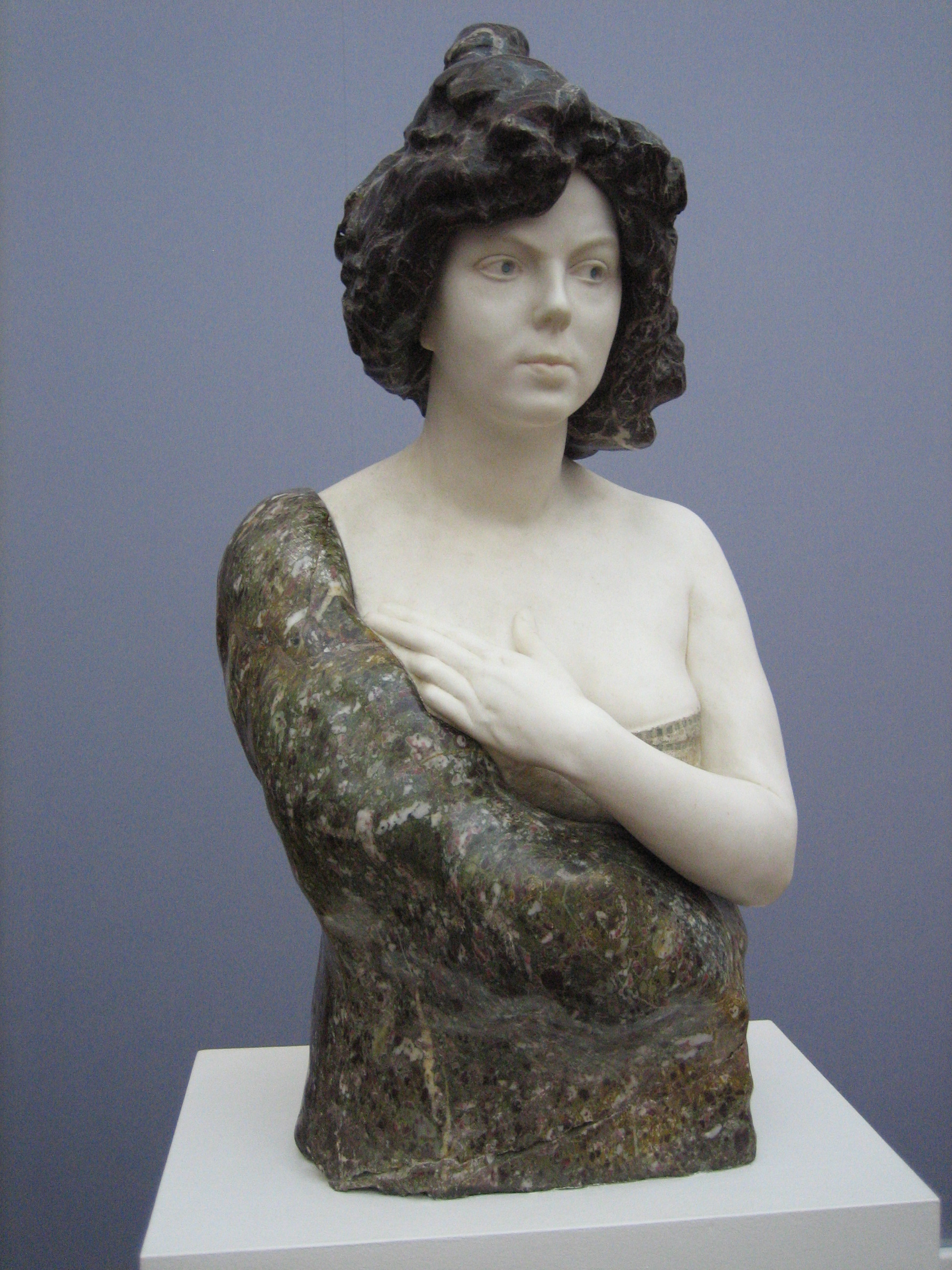
Max Klinger: Elsa Asenijeffová (kolem 1900)

Max Klinger se narodil jako druhý syn výrobce mýdla. Jeho učiteli byli Karl Gussow, Ludwig Des Coudres a Emile Wauters. Roku 1881 se usadil v Berlíně a otevřel si zde ateliér. Mnoho cestoval po Evropě, pobýval například v Itálii a v Paříži, kde ho zaujal symbolistický malíř Pierre Puvis de Chavannes. Roku 1897 se stal profesorem v Lipsku, v následujícím roce se seznámil s rakouskou spisovatelkou Elsou Asenijeff, která se stala až do roku 1916 jeho partnerkou (měli spolu dceru Desirée) a modelkou. 19. října 1919 umělce ranila mrtvice, dožil ve své vile v obci Großjena, což je dnes část Naumburgu. Na podzim 1919 si vzal za manželku Gertrud Bockovou. Jeho poměrně známým dílem byl Paridův soud (Das Urteil des Paris).